# Arkadij Babtjenko

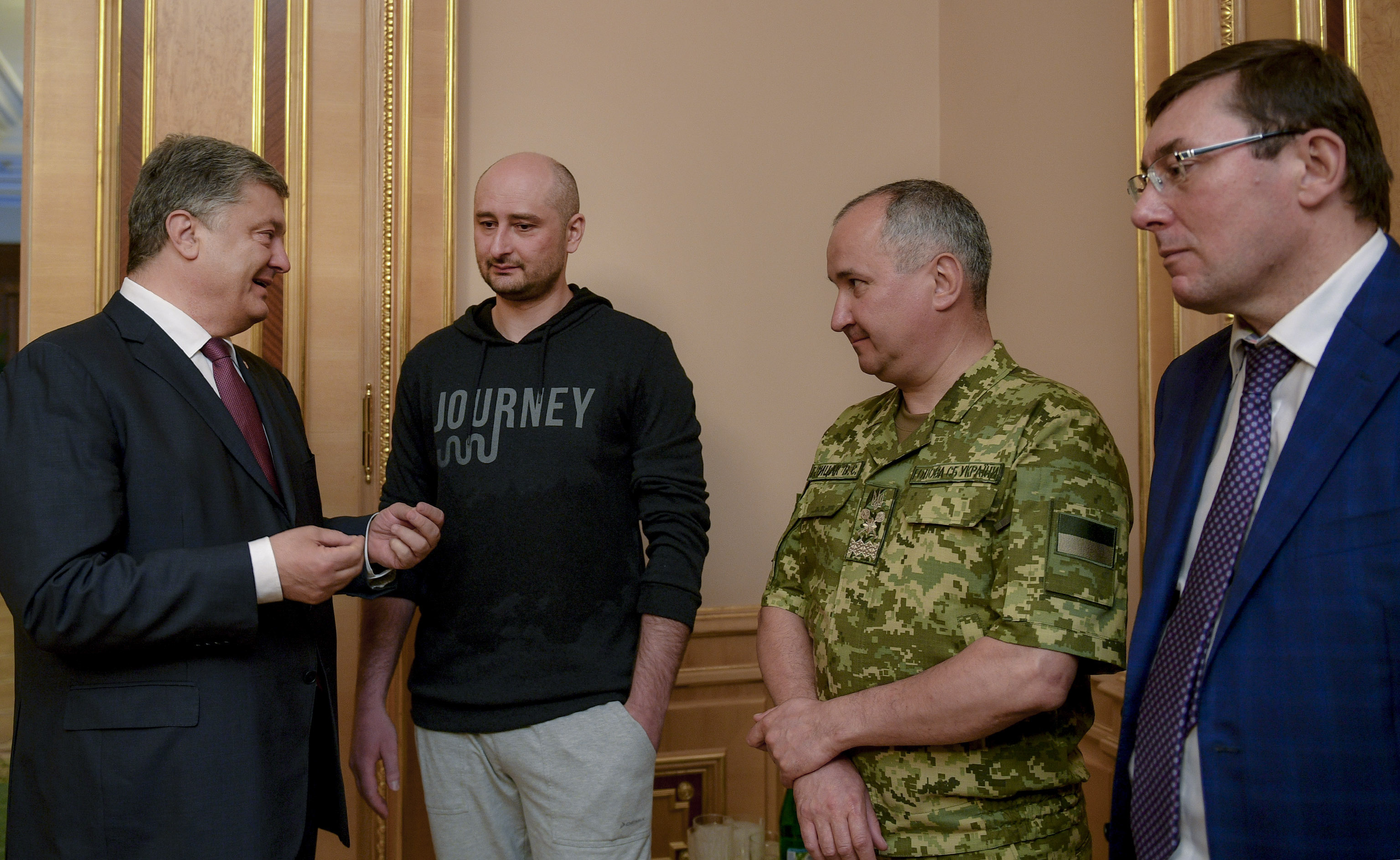
Babtjenko i möte med Ukrainas president Petro Porosjenko, general Vasyl Hrytsak och Jurij Lutsenko 30 maj 2018, dagen efter nyheten om hans död.

Arkadij Arkadjevitj Babtjenko (ryska: Аркадий Аркадьевич Бабченко), född 18 mars 1977 i Moskva, är en rysk författare, journalist och krigskorrespondent.

## Biografi
Babtjenko sändes som 18-årig värnpliktig till kriget i Tjetjenien. Han deltog både i första och andra Tjetjenienkriget. Efter fyra år återvände han till Moskva och arbetade som krigsreporter på Novaja Gazeta. För att bearbeta de hemska upplevelserna skrev han Krigets färger. Ett vittnesmål (2007).
När kriget mellan Ryssland och Georgien bröt ut i augusti 2008 åkte Babtjenko till södra Ryssland och skrev in sig som frivillig. I stället för att strida samlade han material till sin nästa bok Bilder av ett litet krig (2009), vilken till stor del utgörs av fotografier från krigets Sydossetien.
Under protesterna i Turkiet sommaren 2013 var Arkadij Babtjenko på plats som journalist i Istanbul, där han blev misshandlad och fängslad av turkisk polis när han hade fotograferat dem. Därefter utvisades han ur landet.
I samband med Krimkrisen i mars 2014 skrev Arkadij Babtjenko en satirisk artikel med rubriken Välkomna till Ryssland, kära Krimbor!
Arkadij Babtjenko tilldelades Svenska Pens Tucholskypriset 15 november 2015.
Den 29 maj 2018 kom nyheten att Babtjenko hade skjutits ihjäl utanför sitt hem i Kiev. Nästa dag avslöjades att han levde, då han deltog på en presskonferens där Ukrainas säkerhetstjänst meddelade att hans död var iscensatt för att avslöja en mordkomplott. Den ukrainske riksåklagaren Jurij Lutsenko meddelade någon dag senare att man därigenom kommit över en lista på 47 personer som är potentiella offer för framtida attacker.

## Böcker översatta till svenska
- Krigets färger ett vittnesmål (på ryska: Цветы войны), Ersatz 2007. 253 sidor. ISBN 978-91-88858-36-8, 91-88858-36-7. Översatt av Ola Wallin.

- Bilder av ett litet krig Georgien, augusti 2008, Ersatz 2009. 158 sidor. ISBN 91-88858-86-3, 978-91-88858-86-3. Översatt av Maxim Grigoriev & Ola Wallin.
- Dagar i Alchan-Jurt, Ersatz 2014. ISBN 91-87891-02-6, 978-91-87. Översatt av Ola Wallin.
- Rysslands förlorade seger: Krigets virus - Invasionen. Översättning: Wallin Ola. Stockholm: Ersatz. 2022. Libris 8pn06bgr6r7bw45l. ISBN 9789188913494